# 吉拉爾·笛沙格

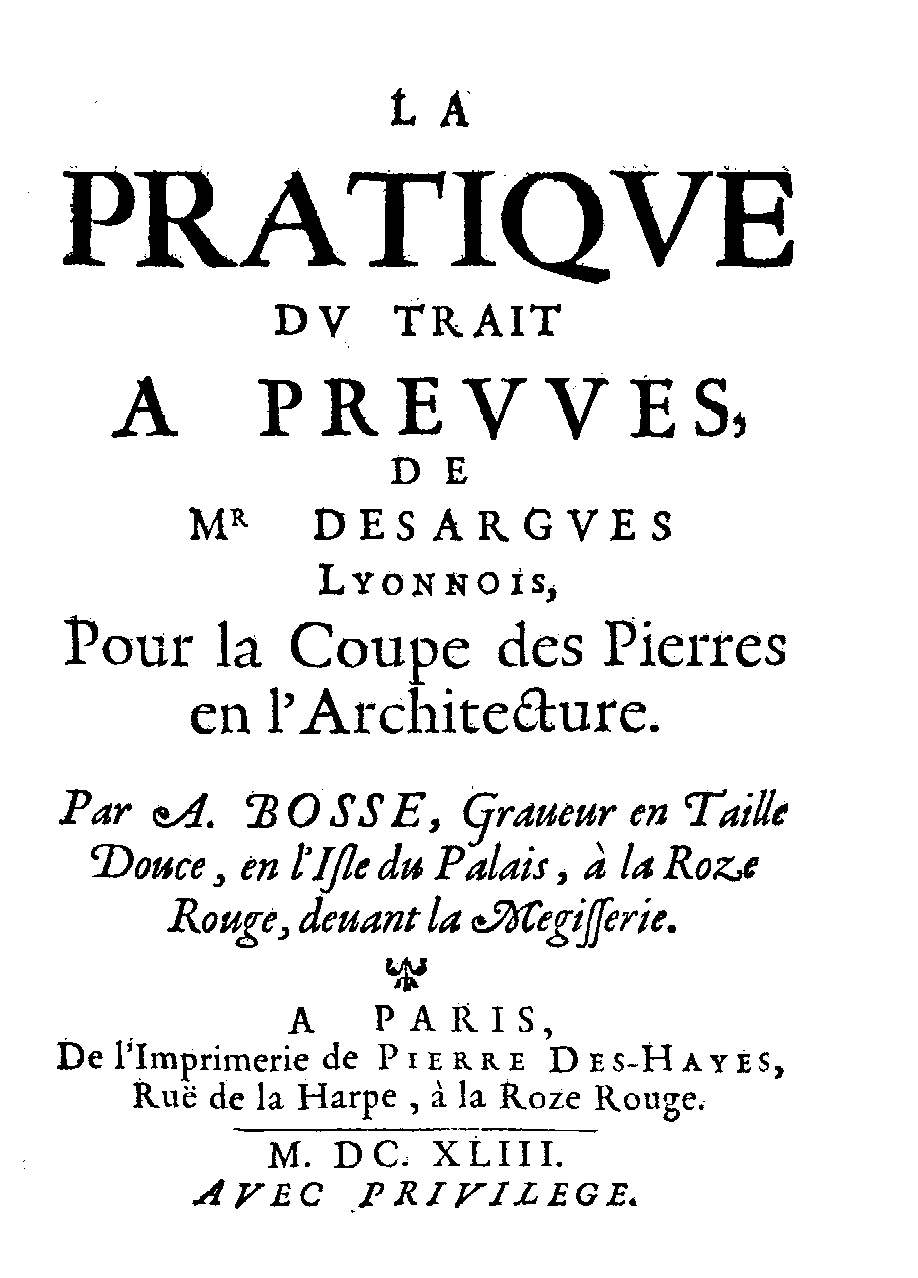
La pratique du trait a preuves (1643)

吉拉尔·笛沙格（法語：Girard Desargues，法語發音：[ʒiʁaʁ dezaʁɡ]；1591年2月21日—1661年9月），又译吉拉尔·德萨尔格，法国数学家和工程师。他奠定了射影几何的基础。以他命名的事物有笛沙格定理、笛沙格图、笛沙格平面和月球笛沙格环形山。
笛沙格出生于里昂的一个为法国王室服务的家庭。他的父亲是皇家公证人。笛沙格于1645开始建筑师生涯。在此之前，他是作为一名导师，可能是黎塞留的随行工程技术顾问。作为建筑师，他在巴黎和里昂设计了几个私人和公共建筑；作为工程师，他设计了一个安装在巴黎附近的提水系统，这个设计基于当时尚不了解的外摆线轮原理。
他的数学著作早在1639年就已问世，其中已有笛沙格定理的描述，并已有了射影几何的雏形，但没有引起较大关注。1864年他的作品被重新发现和再版，随后被收集到《笛沙格数学著作》（L'oeuvre mathématique de Desargues）一书中。在他的晚年，笛沙格公开了标有神秘标题“DALG”的论文，对该标题最普遍认可的看法是亨利·布罗卡提出的“Des Argues, Lyonnais, Géometre”。